# Géométrie plane
La géométrie plane est un domaine de la géométrie classique appliquée au plan euclidien. Elle met en jeu des figures, des vecteurs et des transformations qui respectent ou non la structure euclidienne.

## Outils
La géométrie plane est concrétisée par le tracé de figures sur un support plan : feuille, tableau... Pour ce faire, on utilise essentiellement la règle et le compas. Ces outils sont à la base de la notion de constructibilité. Ces outils sont complétés par l’équerre voire le rapporteur, mais aussi des traceurs mécaniques comme le pantographe.

## Figures
Les premières figures de la géométrie plane sont le point, la droite et le cercle. L’utilisation de segments permet d’introduire les triangles, quadrilatères et autres polygones. Des problèmes de lieu géométrique mènent à la définition de courbes planes diverses comme les coniques.

## Transformations
Les transformations géométriques dans le plan les plus communes sont les translations, symétries centrales ou axiales, rotations, homothéties, similitudes, affinités, projections et inversions. La plupart d’entre elles admettent une représentation sous forme de fonction d’une variable complexe.